# Ingvild Flugstad Østberg
Ingvild Flugstad Østberg (Gjøvik, 9 november 1990) is een Noorse langlaufster. Ze vertegenwoordigde haar vaderland op de Olympische Winterspelen 2014 in Sotsji en op de Olympische Winterspelen 2018 in Pyeongchang.

## Carrière
Østberg maakte haar wereldbekerdebuut in maart 2008 in Drammen, in november 2008 scoorde ze in Kuusamo haar eerste wereldbekerpunten. Op de wereldkampioenschappen langlaufen 2009 in Liberec eindigde de Noorse als 36e op de 30 kilometer vrije stijl, op de teamsprint eindigde ze samen met Astrid Jacobsen op de vijfde plaats. 
In januari 2011 eindigde Østberg in Oberstdorf voor de eerste maal in haar carrière in de top tien van een wereldbekerwedstrijd. Twee jaar later stond ze in Val Müstair voor de eerste maal op het podium van een wereldbekerwedstrijd. In Val di Fiemme nam de Noorse deel aan de wereldkampioenschappen langlaufen 2013. Op dit toernooi eindigde ze als zeventiende op de sprint, op de teamsprint eindigde ze samen met Maiken Caspersen Falla op de vierde plaats. Op 31 december 2013 boekte Østberg in Lenzerheide haar eerste wereldbekerzege. Tijdens de Olympische Winterspelen van 2014 in Sotsji veroverde ze de zilveren medaille op de sprint, op de teamsprint sleepte ze samen met Marit Bjørgen de gouden medaille in de wacht.
Op de wereldkampioenschappen langlaufen 2015 in Falun eindigde de Noorse als zesde op de sprint en als tiende op de 30 kilometer klassieke stijl. Samen met Maiken Caspersen Falla werd ze wereldkampioene op de teamsprint. In Lahti nam Østberg deel aan de wereldkampioenschappen langlaufen 2017. Op dit toernooi eindigde ze als achtste op de 10 kilometer klassieke stijl, als negentiende op de 15 kilometer skiatlon en als 22e op de sprint. Tijdens de Olympische Winterspelen van 2018 in Pyeongchang eindigde ze als vierde op de 30 kilometer klassieke stijl, als zevende op de 10 kilometer vrije stijl, als elfde op de 15 kilometer skiatlon en als zeventiende op de sprint. Op de estafette legde ze samen met Astrid Jacobsen, Ragnhild Haga en Marit Bjørgen beslag op de gouden medaille.
Op de wereldkampioenschappen langlaufen 2019 in Seefeld veroverde de Noorse de zilveren medaille op zowel de 15 kilometer skiatlon als de 30 kilometer vrije stijl en de bronzen medaille op de 10 kilometer klassieke stijl. Samen met Heidi Weng, Astrid Jacobsen en Therese Johaug behaalde ze de zilveren medaille op de estafette, op de teamsprint sleepte ze samen met Maiken Caspersen Falla de bronzen medaille in de wacht. In het seizoen 2018/2019 won Østberg zowel de algemene wereldbeker als de Tour de Ski.

## Resultaten

### Olympische Spelen
| Jaar | Plaats      | Resultaten |
| ---- | ----------- | --- |
| 2014 | Sotsji      | Sprint (vrije stijl) · Teamsprint (klassieke stijl)                                                                      |
| 2018 | Pyeongchang | 17e Sprint (klassieke stijl) · 7e 10 km (vrije stijl) · 11e 15 km skiatlon · 4e 30 km klassieke stijl · 4×5 km estafette |

### Wereldkampioenschappen
| Jaar | Plaats        | Resultaten                                                                                                   |
| ---- | ------------- | --- |
| 2009 | Liberec       | 36e 30 km vrije stijl 5e Teamsprint (klassieke stijl)                                                        |
| 2013 | Val di Fiemme | 17e Sprint (klassieke stijl) 4e Teamsprint (vrije stijl)                                                     |
| 2015 | Falun         | 6e Sprint (klassieke stijl) · 10e 30 km klassieke stijl · Teamsprint (vrije stijl)                           |
| 2017 | Lahti         | 22e Sprint (vrije stijl) 8e 10 km klassieke stijl 19e 15 km skiatlon                                         |
| 2019 | Seefeld       | 10 km klassieke stijl · 15 km skiatlon · 30 km vrije stijl · Teamsprint (klassieke stijl) · 4×5 km estafette |

### Wereldbeker
Eindklasseringen
| Seizoen   | Algm   | DI     | SP     | TdS    |
| --------- | ------ | ------ | ------ | ------ |
| 2008/2009 | 60e    | 41e    | 49e    | -      |
| 2009/2010 | 64e    | 50e    | 60e    | -      |
| 2010/2011 | 25e    | 28e    | 22e    | 14e    |
| 2011/2012 | 19e    | 20e    | 8e     | 15e    |
| 2012/2013 | 15e    | 28e    | Brons  | DNF    |
| 2013/2014 | 10e    | 19e    | 4e     | DNF    |
| 2014/2015 | 4e     | 15e    | Zilver | DNF    |
| 2015/2016 | Zilver | Brons  | Zilver | Zilver |
| 2016/2017 | Brons  | 4e     | 5e     | 4e     |
| 2017/2018 | Brons  | Zilver | 13e    | Zilver |
| 2018/2019 | Goud   | Zilver | 15e    | Goud   |
| 2019/2020 | 5e     | 5e     | 39e    | Brons  |

| Legenda | Legenda            |
| ------- | ------------------ |
| TdS     | Tour de Ski        |
| NO      | Nordic Opening     |
| LT      | Lillehammer Triple |
| RT      | Ruka Triple        |
| WBF     | Wereldbekerfinale  |
| STC     | Ski Tour Canada    |
| ST      | Ski Tour           |

Wereldbekerzeges individueel
| Nr. | Datum            | Plaats                | Onderdeel                                 |
| --- | ---------------- | --------------------- | ----------------------------------------- |
| 1.  | 31 december 2013 | Lenzerheide           | Sprint (vrije stijl) TdS                  |
| 2.  | 14 december 2014 | Davos                 | Sprint (vrije stijl)                      |
| 3.  | 17 januari 2015  | Otepää                | Sprint (klassieke stijl)                  |
| 4.  | 3 januari 2016   | Lenzerheide           | 5 km vrije stijl (handicapstart) TdS      |
| 5.  | 11 maart 2016    | Canmore               | 10 km vrije stijl STC                     |
| 6.  | 10 december 2016 | Davos                 | 15 km vrije stijl                         |
| 7.  | 1 januari 2017   | Val Müstair           | 5 km klassieke stijl TdS                  |
| 8.  | 10 december 2017 | Davos                 | 10 km vrije stijl                         |
| 9.  | 31 december 2017 | Lenzerheide           | 10 km klassieke stijl TdS                 |
| 10. | 1 januari 2018   | Lenzerheide           | 10 km vrije stijl (handicapstart) TdS     |
| 11. | 4 januari 2018   | Oberstdorf            | 10 km vrije stijl (massastart) TdS        |
| 12. | 2 januari 2019   | Oberstdorf            | 10 km klassieke stijl (massastart) TdS    |
| 13. | 3 januari 2019   | Oberstdorf            | 10 km vrije stijl (handicapstart) TdS     |
| 14. | 5 januari 2019   | Val di Fiemme         | 10 km klassieke stijl (massastart) TdS    |
| 15. | 6 januari 2019   | Val di Fiemme         | 9 km vrije stijl (handicapstart) TdS      |
| 16. | 6 januari 2019   | Tour de Ski 2018/2019 | Tour de Ski 2018/2019                     |
| 17. | 1 januari 2020   | Toblach               | 10 km klassieke stijl (handicapstart) TdS |

Wereldbekerzeges team
| Nr. | Datum            | Plaats      | Onderdeel                    | Teamgenoten                  |
| --- | ---------------- | ----------- | ---------------------------- | ---------------------------- |
| 1.  | 13 januari 2013  | Liberec     | Teamsprint (vrije stijl)     | Falla                        |
| 2.  | 12 januari 2014  | Nové Město  | Teamsprint (klassieke stijl) | Falla                        |
| 3.  | 6 december 2015  | Lillehammer | 4 × 5 km estafette           | Falla / Weng / Johaug        |
| 4.  | 24 januari 2016  | Nové Město  | 4 × 5 km estafette           | Weng / Johaug / Jacobsen     |
| 5   | 18 december 2016 | La Clusaz   | 4 × 5 km estafette           | Weng / Bjørgen / Haga        |
| 6   | 22 januari 2017  | Ulricehamn  | 4 × 5 km estafette           | Weng / Jacobsen / Bjørgen    |
| 7.  | 9 december 2018  | Beitostølen | 4 × 5 km estafette           | Johaug / Haga / Weng         |
| 8.  | 27 januari 2019  | Ulricehamn  | 4 × 5 km estafette           | Johaug / Jacobsen / Weng     |
| 9.  | 1 maart 2020     | Lahti       | 4 × 5 km estafette           | T.U. Weng / Johaug / H. Weng |

### Marathons
Overige marathonzeges
| Nr. | Datum         | Plaats         | Marathon     | Onderdeel                      |
| --- | ------------- | -------------- | ------------ | ------------------------------ |
| 1.  | 22 april 2017 | Finse–Ustaoset | Skarverennet | 37 km vrije stijl (massastart) |
| 2.  | 22 april 2023 | Finse–Ustaoset | Skarverennet | 37 km vrije stijl (massastart) |